# NGC 2026
NGC 2026 في الفهرس العام الجديد، هي مجرة، تقع في كوكبة الثور (كوكبة). اكتشفت في 5 ديسمبر 1784 بواسطة ويليام هيرشل.

## روابط خارجية
- NGC 2026 على موقع ويكي سكاي: DSS2, SDSS, GALEX, IRAS, Hydrogen α, X-Ray, Astrophoto, Sky Map, Articles and images